# Classe Almirante Lacerda
A classe Almirante Lacerda foi um modelo de navios hidrográficos da Marinha Portuguesa, em serviço entre 1946 e 1975.
Estes navios foram concebidos como draga-minas da classe Bangor, sendo construídos no Canadá em 1941. Durante a Segunda Guerra Mundial os navios serviram nas marinhas canadiana e britânica.
Em 1946, o HMS Caraquet foi adquirido à Royal Navy pela Marinha Portuguesa, para ser usado como navio hidrográfico, sendo rebatizado NRP Almirante Lacerda. Este navio foi o primeiro da Armada Portuguesa a estar equipado com radar.
Em 1950, outro navio do mesmo modelo, o ex-HMCS Fort York da Marinha Real Canadiana, foi adquirido ao Reino Unido, sendo rebatizado, NRP Comandante Almeida Carvalho.
Na Marinha Portuguesa, os navios participaram em missões hidrográficas nos mares dos Açores, de Cabo Verde e de Moçambique.
A Guerra do Ultramar levou à reconversão do Comandante Almeida Carvalho em navio de combate. O navio foi rebatizado NRP Cacheu e reclassificado como corveta. Foi o primeiro navio moderno da Marinha Portuguesa a receber aquele tipo de classificação. Como corveta a Cacheu foi empregue, até 1971, em Cabo Verde e na Guiné Portuguesa.
O NRP Almirante Lacerda continuou a servir como navio hidrográfico até 1975, altura em que foi cedido à nova República Popular de Moçambique.

## Unidades
| Número de amura | Nome                            | Serviço em Portugal | Observações                          |
| --------------- | ------------------------------- | ------------------- | ------------------------------------ |
| A525            | NRP Almirante Lacerda           | 1946-1975           | Ex-HMS Caraquet                      |
| A527            | NRP Comandante Almeida Carvalho | 1950-1971           | Ex-HMCS Fort York. Depois NRP Cacheu |